# Walter Bwalya
Walter Binene Sabwa Bwalya (Lubumbashi, 5 maggio 1995) è un calciatore congolese (Repubblica Democratica del Congo), attaccante del JS Kabylie e della nazionale congolese.

## Carriera

### Club
Inizia a giocare in patria nelle file del Lubumbashi Sport, militando per un triennio tra la terza e la seconda divisione locale. Nel 2014 si trasferisce al Forest Rangers, formazione della seconda divisione zambiana, con cui ottiene la promozione al termine della stagione. Dopo una stagione in massima serie con il Forest Rangers, nel 2016 viene acquistato dallo Nkana, altro club della massima serie zambiana, dove gioca per quattro stagioni. Nel 2019 si trasferisce agli egiziani dell'El-Gouna. Rimane all'El-Gouna fino alla fine del 2020 e il 1º gennaio 2021 viene ceduto all'Al-Ahly, con il quale vince la CAF Champions League e la Supercoppa CAF. Tra agosto e settembre 2021 viene girato in prestito ai turchi dello Yeni Malatyaspor fino al termine della stagione.

### Nazionale
L'11 giugno 2021 ha esordito con la nazionale congolese giocando l'amichevole pareggiata 1-1 contro il Mali.

## Statistiche

### Presenze e reti nei club
Statistiche aggiornate al 15 gennaio 2022.
| Stagione        | Squadra          | Campionato      | Campionato | Campionato | Coppe nazionali | Coppe nazionali | Coppe nazionali | Coppe continentali | Coppe continentali | Coppe continentali | Altre coppe | Altre coppe | Altre coppe | Totale | Totale |
| Stagione        | Squadra          | Comp            | Pres       | Reti       | Comp            | Pres            | Reti            | Comp               | Pres               | Reti               | Comp        | Pres        | Reti        | Pres   | Reti   |
| --------------- | ---------------- | --------------- | ---------- | ---------- | --------------- | --------------- | --------------- | ------------------ | ------------------ | ------------------ | ----------- | ----------- | ----------- | ------ | ------ |
| 2019-2020       | El-Gouna         | PL              | 30         | 13         |                 | -               | -               |                    | -                  | -                  |             | -           | -           | 30     | 13     |
| dic. 2020       | El-Gouna         | PL              | 5          | 3          |                 | -               | -               |                    | -                  | -                  |             | -           | -           | 5      | 3      |
| Totale El-Gouna | Totale El-Gouna  | Totale El-Gouna | 35         | 16         |                 | -               | -               |                    | -                  | -                  |             | -           | -           | 35     | 16     |
| gen.-ago. 2021  | Al-Ahly          | PL              | 20         | 3          | CE              | 1               | 1               | CCL                | 7                  | 1                  | Cmc         | 3           | 0           | 31     | 5      |
| ago.-dic. 2021  | Yeni Malatyaspor | SL              | 8          | 0          | CT              | 1               | 0               |                    | -                  | -                  |             | -           | -           | 9      | 0      |
| Totale carriera | Totale carriera  | Totale carriera | 63         | 19         |                 | 2               | 1               |                    | 7                  | 1                  |             | 3           | 0           | 75     | 21     |

### Cronologia presenze e reti in nazionale
| Cronologia completa delle presenze e delle reti in nazionale ― RD del Congo | Cronologia completa delle presenze e delle reti in nazionale ― RD del Congo | Cronologia completa delle presenze e delle reti in nazionale ― RD del Congo | Cronologia completa delle presenze e delle reti in nazionale ― RD del Congo | Cronologia completa delle presenze e delle reti in nazionale ― RD del Congo | Cronologia completa delle presenze e delle reti in nazionale ― RD del Congo | Cronologia completa delle presenze e delle reti in nazionale ― RD del Congo | Cronologia completa delle presenze e delle reti in nazionale ― RD del Congo |
| Data                                                                        | Città                                                                       | In casa                                                                     | Risultato                                                                   | Ospiti                                                                      | Competizione                                                                | Reti                                                                        | Note                                                                        |
| --------------------------------------------------------------------------- | --------------------------------------------------------------------------- | --------------------------------------------------------------------------- | --------------------------------------------------------------------------- | --------------------------------------------------------------------------- | --------------------------------------------------------------------------- | --------------------------------------------------------------------------- | --------------------------------------------------------------------------- |
| 11-6-2021                                                                   | Tunisi                                                                      | Mali                                                                        | 1 – 1                                                                       | RD del Congo                                                                | Amichevole                                                                  | -                                                                           | 46’                                                                         |
| Totale                                                                      |                                                                             | Presenze                                                                    | 1                                                                           |                                                                             | Reti                                                                        | 0                                                                           |                                                                             |

## Palmarès

### Club

#### Competizioni internazionali
- CAF Champions League: 1

Al-Ahly: 2020-2021
- Supercoppa CAF: 1

Al-Ahly: 2021